# Chrysotoxum rossicum
Chrysotoxum rossicum är en tvåvingeart som beskrevs av Becker 1921. Chrysotoxum rossicum ingår i släktet getingblomflugor, och familjen blomflugor. Inga underarter finns listade i Catalogue of Life.